# John Spencer (jugador de snooker)
John Spencer (Radcliffe, 18 de septiembre de 1935-Bolton, 11 de julio de 2006) fue un jugador de snooker inglés.

## Biografía
Nació en la localidad inglesa de Radcliffe en 1935. Ganó el Campeonato Mundial de Snooker en tres ocasiones (1969, 1971 y 1977) y fue subcampeón de la edición de 1972. Se proclamó campeón también de, entre otros títulos, la edición inaugural del Masters, la de 1975. Falleció en Bolton en 2006.